# Tomasz Kacprzak
Tomasz Kacprzak (ur. 8 lutego 1978 w Łodzi) – polski prawnik, samorządowiec i polityk, w latach 2007–2013 i 2014–2018 przewodniczący Rady Miejskiej w Łodzi (2007–2013, 2014–2018).

## Życiorys
Ukończył I Liceum Ogólnokształcące im. Mikołaja Kopernika w Łodzi, a następnie studia prawnicze na Wydziale Prawa i Administracji Uniwersytetu Łódzkiego.
W latach 1993–1994 należał do Forum Młodych Unii Demokratycznej. Później od 1994 do 2008 był członkiem Stowarzyszenia „Młodzi Demokraci”. W organizacji tej pełnił m.in. funkcje przewodniczącego koła łódzkiego (1997–2000), regionu łódzkiego (1999–2000 oraz 2002–2006), od 2000 wiceprzewodniczącego, a w latach 2006–2008 przewodniczącego zarządu krajowego. W 1998 organizował Stowarzyszenie „Unia Studentów” (przekształconego następnie w Stowarzyszenie „Forum Studentów”).
Od 1996 do 2001 należał do Unii Wolności, następnie przystąpił do Platformy Obywatelskiej. W 2005 objął funkcję wiceprzewodniczącego tej partii w Łodzi, a w 2006 zasiadł w radzie krajowej PO.
W latach 2000–2002 był członkiem Rady Osiedla Karolew-Retkinia Wschód, w 2001 pełnił funkcję wiceprzewodniczącego zarządu osiedla. Jako kandydat PO w wyborach samorządowych w 2006 zdobył 3901 głosów (najwięcej spośród wszystkich kandydatów) i został radnym Rady Miejskiej w Łodzi. Objął funkcję wiceprzewodniczącego tej rady, a 5 grudnia 2007 został wybrany na jej przewodniczącego (wakat nastąpił w związku z wyborem Macieja Grubskiego do Senatu).
W 2007 został również sekretarzem Wojewódzkiej Rady Bezpieczeństwa Ruchu Drogowego. W 2010 ponownie został radnym, a 30 listopada 2010 po raz drugi wybrano go na przewodniczącego Rady Miejskiej. Odwołano go 26 czerwca 2013. W 2011 został członkiem zarządu Związku Miast Polskich oraz komitetu politycznego Rady Gmin i Regionów Europy.
W 2011 kandydował bez powodzenia w wyborach do Sejmu RP z szóstego miejsca na liście komitetu wyborczego Platformy Obywatelskiej w okręgu wyborczym nr 9 w Łodzi, jednak nie uzyskał mandatu poselskiego. Oddano na niego 1674 głosy (0,46% głosów oddanych w okręgu). W 2014, 2018 i 2024 ponownie wybierany do łódzkiej Rady Miejskiej. 1 grudnia 2014 objął przewodnictwo tego gremium, pełnił tę funkcję do listopada 2018. W 2015 został ponownie członkiem zarządu ZMP, w którym zasiadał do 2019. W tym samym roku ponownie bez powodzenia ubiegał się o mandat poselski.

## Życie prywatne
Żonaty z lekarką Anną Wieczorek-Kacprzak. Ma syna Piotra. Motocyklista; pomysłodawca corocznej imprezy rozpoczynającej sezon motocyklowy w Łodzi.

## Odznaczenia
- Brązowa Odznaka „Zasłużony dla Ochrony Przeciwpożarowej” (2011)[14]
- Złoty Medal „Za Zasługi dla Pożarnictwa” (2010)[15]
- Srebrny Medal „Za Zasługi dla Pożarnictwa” (2008)[16]